# 타노스 페초스
아타나시오스 "타노스" 페초스(Athanasios "Thanos" Petsos, 그리스어: Αθανάσιος Πέτσος, 1992년 8월 3일 ~ )는 그리스의 축구 선수이다. 현재 소속팀은 WSG 스와로브스키 티롤이며, 주로 수비형 미드필더로 활약한다. 가끔 중앙 수비수와 풀백 포지션을 소화 하기도 한다.

## 클럽 경력
페초스는 8세이던 1999년 뒤셀도르프 99 SC에서 축구를 시작했으며, 2001년 바이어 레버쿠젠의 유소년팀에 들어갔다. 이후 2010년까지 바이어 레버쿠젠에서 플레이하며 성장했고, 2010년 3월 24일 하노버와의 경기에서 분데스리가 데뷔 경기를 치렀다. 이후 FC 카이저슬라우테른으로 임대이적 했고 2년간 1,2군 경기를 합쳐 42경기에 출장했다. 
 이후 2012년, 페초스는 그로이터 퓌르트와 3년 계약을 맺고 이적한다. 이적 후 첫 공식 경기는 2012년 8월 18일 키커스 오펜바흐와의 DFB-포칼 경기였으며, 8월 31일 마인츠 05와의 경기는 그로이터 퓌르트 소속으로써 그의 첫번째 분데스리가 경기였다. 이후 한 시즌동안 15경기에 출전한 후 오스트리아 분데스리가의 라피드 빈으로 이적하게 된다. 
 라피드 빈에서는 3시즌 동안 플레이하며 74회의 리그 경기에 출전해 5골을 넣었고, 다수의 UEFA 챔피언스리그와 유로파 리그 경기에도 출전했다. 라피드 빈과의 계약 마지막 해인 2016년에는 라피드 빈의 계약 연장 제의를 고사하고 다시 분데스리가로의 복귀를 모색했으며, 베르더 브레멘과 3년 계약을 맺고 2016년 7월 1일 이적한다.

## 국가대표 경력
그는 독일에서 태어나고 자랐기에 독일 국적을 보유하고 있었지만, 그리스를 선택했고, 2007년부터 그리스의 연령별 대표팀경기에 꾸준히 차출되어 출장했다.
2011년에는 그리스 성인 대표팀에 차출되었고, 8월 5일 보스니아 헤르체고비나와의 경기에서 A매치 데뷔를 했다.